# Walter Ibscher
Walter Ibscher (* 13. Juli 1926 in Laubusch; † 8. Februar 2011 in Nürnberg) war ein deutscher Bildhauer, Grafiker, Medailleur, Restaurator und Kunstpädagoge.

## Leben
Walter Ibscher wurde am 13. Juli 1926 als zweiter Sohn des Schmiedemeisters Wilhelm und der Schneiderin Frieda Ibscher, geb. Baensch geboren. Ibscher besuchte von 1932 bis 1940 die Volksschule in Konradswaldau (Niederschlesien)/heute Kondratów/Polen, wohin die Familie im Jahr 1930 gezogen war.
Bereits in frühen Jahre wurde seine künstlerische Begabung von seinem Vater entdeckt. Im Jahr 1941 trat er als jüngster Schüler mit 15 Jahren in die renommierte Holzschnitzschule Bad Warmbrunn (Schlesien) mit Stipendium ein. Drei Jahre später, im April 1944, schloss er seine Ausbildung mit Auszeichnung (Meisterschüler) ab. Unmittelbar im Anschluss an seine Lehrzeit folgte der Einzug zum Wehrdienst bei den Schönberger Jägern (Sudetenland/heute Tschechien) und wenig später war er als Soldat in Südwestfrankreich eingesetzt. Zwischen 1945 und 1948 Gefangenschaft und Zwangsarbeit in Südfrankreich.
Von 1951 bis 1957 studierte Walter Ibscher an der Akademie der Bildenden Künste Nürnberg bei Hans Wimmer (1907–1992). Zwischen 1965 und 1970 studierte er Gesang und Phonetik bei Robert Wippenbeck in Nürnberg, für Oper und Lied.
Seit 1958 wirkte Walter Ibscher als selbstständiger Bildhauer, Grafiker und Restaurator in seiner Wahlheimat Nürnberg. Von 1960 bis 1966 war er im Auftrag des Germanischen Nationalmuseums Nürnberg maßgeblich an den Restaurierungsarbeiten am Alten Nürnberger Rathaus (Wolff’scher Bau) und an der Nürnberger Kirche St. Jakob beteiligt.
Von 1973 bis 2000 war Ibscher als Fachlehrer für plastisches Gestalten an der Staatlichen Fachoberschule in Nürnberg tätig. Außerdem lehrte er zwischen 1988 und 2004 als Dozent an der Georg-Simon-Ohm-Hochschule Nürnberg im Fachbereich „Architektur“ für Plastische Kunstgeschichte, Akt und Anatomie.
Ibschers künstlerische Schaffensbereiche waren die Bildhauerei, Malerei, Zeichnung, Bühnenbild, Skulptur, Objekte aus Glas, aus Textil, aus Gold und Silber und aus Keramik sowie die Fotografie.

## Werke
Walter Ibschers umfangreiches künstlerisches Schaffen im öffentlichen Raum konzentrierte sich nicht nur auf die Stadt Nürnberg, sondern auf ganz Deutschland. Seine Werke sind weltweit in privaten und öffentlichen Sammlungen und Museen vertreten. Als besondere Arbeiten sind zu nennen:
Mann mit Flöte, Bronze (1963); Ehrenmal für die Gefallenen, Steinskulptur (1964); Tor der Wahrheit oder Die Bibel, Kirchenportal Auferstehungskirche, Nürnberg-Zerzabelshof (1966/67); Säulenbrunnen, Nürnberg (1974), Das große Rad, vor dem ehem. Hauptzollamt Nürnberg (1975); Bronzeschild in Erinnerung an die internationalen Militärgerichtsprozesse, Wandgestaltung vor dem Schwurgerichtssaal 600 im Justizgebäude Nürnberg (1988); Kunstoase, Georg-Simon-Ohm-Hochschule Nürnberg (1989).
Außerdem fertigte er die menschlichen Holzskulpturen im Garten des Theresienkrankenhauses Nürnberg, das Sandsteinrelief an der Nord-Fassade des Gesundheitsamts Nürnberg und den Kinderspielplatz im Schloss Almoshof mit Krokodil, Blockhaus und der Rutsche mit den vier Marterpfählen.

## Münzen, Medaillen und Plaketten
- 450-Jahr-Feier der Einführung der Reformation (1975)
- Christkindlesmarkt (1976)
- Liebesmedaille, klein (1976)
- Liebesmedaille, groß (1976)
- Hans-Sachs-Medaille (1976)
- Schlesiermedaille: Die Vertreibung (1977)
- Sternzeichenmedaille (1977)
- Jagdmedaille (1977)
- Jubiläumsmedaille Albrecht Dürer (1977)
- Faschingsmedaille der Nürnberger Trichter-Karnevalsgesellschaft (1978)
- Faschingsmedaille der Nürnberger Trichter-Karnevalsgesellschaft (1979)
- Faschingsmedaille der Nürnberger Trichter-Karnevalsgesellschaft (1980)
- Faschingsmedaille der Nürnberger Trichter-Karnevalsgesellschaft (1981)
- Jubiläumsmedaille (1983), Martin Luther
- Jubiläumsmedaille (1983), Veit Stoß
- St.-Theresien-Krankenhaus-Medaille (1995)
- Euro-Medaille (1995)
- Kulmbacher Biertaler (2001), Unikat für den ehemaligen bayerischen Ministerpräsidenten Edmund Stoiber

## Öffentlich zugängliche Werke (Auswahl)
- Adolf von Baeyer (1955), Porträt, Ehrensaal Deutsches Museum, München
- Hommage à Michelangelo (1959), Grabmal, Waldfriedhof Rückersdorf (Mittelfranken)
- Visite (1959), Nordfassade Gesundheitsamt, Nürnberg
- Planen und Bauen (1962), Städtische Berufsschule, Nürnberg-Bleiweiß
- Altarkreuz (1963), evangelische Kirche, Schirnding
- Ehrenmal für die Gefallenen (1964), Großostheim
- Ehrenmal für die Gefallenen und Vermissten (1964), Friedhof, Haibach (Unterfranken)
- Vasa sacra-Türen (1964), evangelische Kirche, Schirnding
- Kreuzigungsgruppe (1965), katholische Kirche Hl. Kreuz, Nürnberg-Gebersdorf
- Tor der Wahrheit (1966/67), Kirchenportal, Auferstehungskirche, Nürnberg-Zerzabelshof
- Der Zeuge (1970), Auferstehungskirche, Nürnberg-Zerzabelshof
- Säulenbrunnen (1974), Grand Bazar, Nürnberg
- Das große Rad (1975), ehem. Hauptzollamt Nürnberg
- Die Erde (1980), Landesgewerbeanstalt Bayern in Nürnberg
- Kinderspielplatz (1983), Schloss Almoshof, Nürnberg
- Bronzeschild in Erinnerung an die internationalen Militärgerichtsprozesse (1988), Nürnberg, Justizgebäude, vor Schwurgerichtssaal 600
- Kunstoase, Objekt, Edelstahlsäule und Der Planer (1989), Innenhof der Georg-Simon-Ohm-Hochschule Nürnberg
- Mutter und Kind (2001), Ostausgang Flair (Einkaufszentrum), damals City-Center Fürth
- Taufbecken (2001), Auferstehungskirche, Nürnberg-Zerzabelshof
- Die helle Säule (2003), Gelände der kleinen Landesgartenschau (jetzt Stadtpark) in Roth

## Teilnahme an Kunstsymposien
In unregelmäßigen Abständen und an verschiedenen Orten fanden mit wechselnden Materialschwerpunkten Bildhauer-Symposien, in Holz, Kunststoff oder Metall, statt. Die Kunstsymposien, an denen Walter Ibscher teilnahm, wurden – bis auf das Symposium in Nürnberg – alle vom Ernst-Rülke-Kreis (Schlesien) veranstaltet.
- Symposium in Holz in Festenburg/Oberharz (Niedersachsen) (1970)
- Symposium Kunststoff für Metall in Pforzheim (1976)
- Symposium in Holz in Wangen (1978)
- Symposium in Holz in Wunsiedel (1984)
- Symposium in Holz in Metzingen/Tübingen (1986)
- Internationales Kunstsymposium Flucht und Vertreibung in Nürnberg (2003)

## Tätigkeit als Restaurator
Zwischen 1960 und 1966 war Walter Ibscher als Restaurator im Auftrag des Germanischen Nationalmuseums Nürnberg bei folgenden denkmalpflegerischen Maßnahmen tätig (Auswahl):
- Rathaus (Wolff’scher Bau), Nürnberg
- Kirchenväteraltar der evangelischen Kirche zu Hersbruck
- Jacobskirche, Nürnberg
- St. Jobst, Nürnberg
- Dreieinigkeitskirche, Nürnberg
- Barockfassade Adlerstraße 21, Nürnberg

## Ausstellungen
Als einer der ersten deutschen Künstler nach dem Zweiten Weltkrieg durfte Ibscher am Goethe-Institut in New York City seine Werke ausstellen. In weiteren Einzelausstellungen präsentierte er seine Plastiken und Grafiken in New York (1972), Paris, Biarritz und Graz (1972), und in Gemeinschaftsausstellungen in München (1961–1964), Ancona (1969), Monte Carlo (1969), Zürich (1972), London (1975), Rom (1976) sowie Kopenhagen und Brüssel.
Sonderausstellung:
- Juni 2001: Unter dem Titel: Walter Ibscher – Wind unter den Flügeln präsentierte er in der Galerie in der Freibank, Fürth in einer umfassenden Retrospektive zum 75. Geburtstag seine Plastiken aus Bronze und Holz, Medaillen und Holzschnitte, sowie Kaltnadelradierungen aus seinem über 60-jährigen Kunstschaffen.

## Mitgliedschaften in Künstlervereinigungen
- Künstlerkreis 'Hütte', Nürnberg
- Künstlervereinigung Erlenstegen e.V. (KVE), Nürnberg
- Bund Bildender Künstler (BBK)
- Germanisches Nationalmuseum, Nürnberg
- Albrecht-Dürer-Gesellschaft, Nürnberg
- Künstlergilde, Esslingen am Neckar
- Gesellschaft für Christliche Kunst, München
- International Arts Guild, Monte Carlo
- Akademie Leonardo da Vinci, Studio Scambi, Rom

## Orden und Ehrenzeichen
- Goldmedaille und Diplom der Biennale Ancona, Italien (1969)
- Ehrenpräsident des Vereins der Ostdeutschen in New York (1970)
- Ehrenmitglied der Steubenparade (1970)
- Silbermedaille ars sacra von Benevento, Italien (1970)
- Silbermedaille der Ars Sciences Lettres von Paris und von Rom (1972)
- Ehrenpräsident des Centro Studi e Scambi Internazionali Arts, Rom, Italien (1976)
- Title Honoris Causa of Professor in Humanistic Disciplines von der Interamerican University of Humanistic Studies/USA (1989)
- Verdienstkreuz am Bande des Verdienstordens der Bundesrepublik Deutschland (15. Juli 2004)